# Las Vegas Locomotives temporada 2011
La temporada 2011 de Las Vegas Locomotives es la tercera temporada que participa United Football League.

## Draft
El Draft se llevó a cabo el 2 de mayo de 2011. Consistió en 10 rondas de selección para cada equipo.

## Clasificación
| Virginia Destroyers       | 3 | 1 | 0 | 0.750 | 105 | 63  |
| Las Vegas Locomotives     | 3 | 1 | 0 | 0.750 | 83  | 67  |
| Omaha Nighthawks          | 1 | 3 | 0 | 0.250 | 62  | 96  |
| Sacramento Mountain Lions | 1 | 3 | 0 | 0.250 | 80  | 104 |